# Draggan
Draggan är en sjö i Söderhamns kommun i Hälsingland och ingår i Skärjåns huvudavrinningsområde. Sjön har en area på 0,329 kvadratkilometer och ligger 65 meter över havet. Sjön avvattnas av vattendraget Skärjån (Tönsån).

## Delavrinningsområde
Draggan ingår i det delavrinningsområde (677345-155401) som SMHI kallar för Utloppet av Draggan. Medelhöjden är 87 meter över havet och ytan är 2,65 kvadratkilometer. Räknas de 27 avrinningsområdena uppströms in blir den ackumulerade arean 104,64 kvadratkilometer. Avrinningsområdets utflöde Skärjån (Tönsån) mynnar i havet. Avrinningsområdet består mestadels av skog (75 procent). Avrinningsområdet har 0,32 kvadratkilometer vattenytor vilket ger det en sjöprocent på 12,2 procent.